# Premi BAFTA 1969
I premi della 22ª edizione dei British Academy Film Awards furono conferiti nel 1969 dalla British Academy of Film and Television Arts alle migliori produzioni cinematografiche del 1968.

## Vincitori e candidati

### Miglior film
- Il laureato (The Graduate), regia di Mike Nichols
- 2001: Odissea nello spazio (2001: A Space Odyssey), regia di Stanley Kubrick
- Oliver!, regia di Carol Reed
- Treni strettamente sorvegliati (Ostře sledované vlaky), regia di Jiří Menzel

### Miglior regista
- Mike Nichols – Il laureato (The Graduate)
- Lindsay Anderson – Se... (If...)
- Carol Reed  – Oliver!
- Franco Zeffirelli – Romeo e Giulietta (Romeo and Juliet)

### Miglior attore protagonista
- Spencer Tracy – Indovina chi viene a cena? (Guess Who's Coming to Dinner)
- Trevor Howard – I seicento di Balaklava (The Charge of the Light Brigade)
- Ron Moody – Oliver!
- Nicol Williamson – The Bofors Gun

### Migliore attrice protagonista
- Katharine Hepburn – Il leone d'inverno (The Lion in Winter) / Indovina chi viene a cena? (Guess Who's Coming to Dinner)
- Anne Bancroft – Il laureato (The Graduate)
- Catherine Deneuve – Bella di giorno (Belle de jour)
- Joanne Woodward – La prima volta di Jennifer (Rachel, Rachel)

### Miglior attore non protagonista
- Ian Holm – The Bofors Gun
- Anthony Hopkins – Il leone d'inverno (The Lion in Winter)
- John McEnery – Romeo e Giulietta (Romeo and Juliet)
- George Segal – Non si maltrattano così le signore (No Way to Treat a Lady)

### Migliore attrice non protagonista
- Billie Whitelaw – I nervi a pezzi (Twisted Nerve) / L'errore di vivere (Charlie Bubbles)
- Pat Heywood – Romeo e Giulietta (Romeo and Juliet)
- Virginia Maskell – Interludio (Interlude)
- Simone Signoret – Assassinio al terzo piano (Games)

### Migliore attore o attrice debuttante
- Dustin Hoffman – Il laureato (The Graduate)
- Pia Degermark – Elvira Madigan
- Katharine Ross – Il laureato (The Graduate)
- Jack Wild – Oliver!

### Migliore sceneggiatura
- Calder Willingham, Buck Henry – Il laureato (The Graduate)
- James Goldman  – Il leone d'inverno (The Lion in Winter)
- David Sherwin – Se... (If...)

### Migliore fotografia
- Geoffrey Unsworth – 2001: Odissea nello spazio (2001: A Space Odyssey)
- Jörgen Persson – Elvira Madigan
- Douglas Slocombe – Il leone d'inverno (The Lion in Winter)
- David Watkin – I seicento di Balaklava (The Charge of the Light Brigade)

### Migliore scenografia
- Anthony Masters, Harry Lange, Ernest Archer – 2001: Odissea nello spazio (2001: A Space Odyssey)
- John Box – Oliver!
- Edward Marshall – I seicento di Balaklava (The Charge of the Light Brigade)
- Lorenzo Mongiardino – Romeo e Giulietta (Romeo and Juliet)

### Migliori musiche (Anthony Asquith Award for Film Music)
- John Barry – Il leone d'inverno (The Lion in Winter)
- John Addison – I seicento di Balaklava (The Charge of the Light Brigade)
- Francis Lai – Vivere per vivere (Vivre pour vivre)
- Nino Rota – Romeo e Giulietta (Romeo and Juliet)

### Miglior Sonoro (Best Sound)
- Winston Ryder – 2001: Odissea nello spazio (2001: A Space Odyssey)
- John Cox, Bob Jones – Oliver!
- Chris Greenham – Il leone d'inverno (The Lion in Winter)
- Simon Kaye – I seicento di Balaklava (The Charge of the Light Brigade)
- Jirí Pavlik – Treni strettamente sorvegliati (Ostře sledované vlaky)

### Miglior montaggio
- Sam O'Steen – Il laureato (The Graduate)
- Kevin Brownlow – I seicento di Balaklava (The Charge of the Light Brigade)
- Ralph Kemplen – Oliver!
- Reginald Mills – Romeo e Giulietta (Romeo and Juliet)

### Migliori costumi
- Danilo Donati – Romeo e Giulietta (Romeo and Juliet)
- Phyllis Dalton – Oliver!
- Margaret Furse – Il leone d'inverno (The Lion in Winter)
- David Walker – I seicento di Balaklava (The Charge of the Light Brigade)

### Miglior film animato
- Pas de deux, regia di Norman McLaren
- La maison de Jean-Jacques, regia di Ron Tunis
- La mano (Ruka), regia di Jiří Trnka
- The Question, regia di John Halas

### Miglior documentario
- In Need of Special Care: Camphill Rudolph Steiner School, Aberdeen, regia di Jonathan Stedall
- Inside North Viet Nam, regia di Felix Greene
- NBC Experiment in Television - Episode #4.1: "Music!", regia di Michael Tuchner
- A Plague on Your Children, regia di Adrian Malone

### Premio UN (UN Award)
- Indovina chi viene a cena? (Guess Who's Coming to Dinner), regia di Stanley Kramer
- 2001: Odissea nello spazio (2001: A Space Odyssey)
- In Need of Special Care: Camphill Rudolph Steiner School, Aberdeen, regia di Jonathan Stedall
- Il leone d'inverno (The Lion in Winter), regia di Anthony Harvey